# Die Jungen-WG
Die Jungen-WG ist ein britisch-französischer animierter Kurzfilm von Jonathan Hodgson aus dem Jahr 2018.

## Handlung
Jez, Shirley und der Erzähler sind seit ihrer Schulzeit in Birmingham beste Freunde. Anfang der 1980er-Jahre ziehen sie zusammen nach Liverpool, um hier Kunst zu studieren. Die WG der Freunde hat Shirley gefunden, der zwar eine Vergangenheit als Fußball-Hooligan hat, jedoch gegenüber den Freunden nie gewalttätig war. Über der WG wohnt Mr. Gibson, genannt Gibbo, der wie die drei ebenfalls Kunststudent ist. Gibbo wird Teil der Clique und die jungen Männer beginnen, sich untereinander Streiche zu spielen. Niemand wäscht ab und niemand kocht.
Als der Vermieter eines Tages die Miete eintreiben will, stellt sich heraus, dass Shirley kein Geld hat. Er beginnt, die Schulden in der WG durch Abwaschen und Aufräumen abzuarbeiten, hat jedoch nach einiger Zeit keine Lust mehr. Er geht oft auf Partys und trinkt viel; Geld für die Miete hat er nie. Dies sorgt bei den Freunden für Unmut. Die Schikanen innerhalb der Gruppe konzentrieren sich nun auf ihn, wobei Gibbo zu immer drastischeren Mitteln greift. Auf der Feier der Kunststudentin Rosa, in die Shirley verliebt ist, spannt Gibbo sie ihm aus. Shirley ist empört, dass sich Jez und der Erzähler nicht für ihn eingesetzt haben. Als Shirley vermeintlich schläft, bestärken sich Jez und der Erzähler darin, dass Shirley eigentlich nie ihr Freund gewesen sei. Shirley hört es mit und rennt davon – kurz bevor er sich von einer Brücke vor einen Zug werfen kann, können ihn Jez und der Erzähler aufhalten. Shirley bekennt, alle Schikanen ertragen zu können, solange er wisse, dass sie noch Freunde seien.
Shirleys Selbstmordversuch ändert alles: Er selbst beginnt in einem Pub zu arbeiten, um Geld zu verdienen. Die Freunde stellen sich hinter ihn und verteidigen ihn auch vor Gibbo, der Shirley weiterhin mobben will. Auf die Rückzahlung der Mietschulden verzichten sie. Der Erzähler bekennt, gelegentlich immer noch das Geräusch des Zuges zu hören, vor den sich Shirley werfen wollte.

## Produktion
Jonathan Hodgson begann die Arbeit an Die Jungen-WG bereits Ende der 2000er-Jahre. Die Handlung des Films basiert auf tatsächlichen Ereignissen, wobei Hodgson während seines Studiums eines der WG-Mitglieder war, die ihren Mitbewohner drangsalierten. Der Film ist dem damaligen Mobbingopfer Martin gewidmet. Die Jungen-WG war ursprünglich als Dokumentarfilm geplant, doch änderte Hodgson einige Geschehnisse und auch die Namen und das Aussehen der Studenten. Er entschloss sich, den Film über den Erzähler wie eine Geschichte zu präsentieren, die jemand in einem Pub erzählen würde.
Hodgson zeichnete die Hintergründe des Films und gab die Designs der Figuren vor. Der Animationsstil lehnt sich dabei an Zeichnungen Hodgsons aus seiner Studienzeit an, wobei er den Stil als vom deutschen Expressionismus beeinflusst bezeichnet. Erste Entwürfe setzte er auf Papier um. Die Animation des Films entstand unter der Leitung von Gabriel Jacquel im Animationsfilmstudio Train-Train in Lille. Die Zeichnungen wurden am Computer in 2D handanimiert. Die Animatoren arbeiteten unter anderem mit TV Paint, Photoshop und After Effects. Neben den Dialogen ist die Farbgebung der Szenen zentral, so verwendete Hodgson für positive Szenen warme Farben und für negative Szenen kältere, gedämpfte Farben, wobei häufig zwei Farben zueinander in Kontrast stehen. Als Vorbild für die sich wasserfarbenähnlich überlagernden Farbschichten des Films, die neue Farbmischungen ergeben, nannte Hodgson das lithografische Werk des britischen Künstlers Edward Bawden (1903–1989). Das für die Partyszenen bei Rosa verwendete Farbspektrum lehnt sich an die Farben von Hodgsons früherem Film Nightclub an.
Es ist der erste Film Hodgsons, der aufgrund fehlender Stipendien in Großbritannien in französischer Koproduktion entstand. Neben Richard Van Den Booms französischer Filmproduktionsfirma Papy3D Productions finanzierte auch Hodgsons eigene Firma Hodgson Films Die Jungen-WG.
Die Jungen-WG hatte am 28. Juni 2018 auf dem Edinburgh International Film Festival seine Weltpremiere. Deutschlandpremiere war am 1. November 2018 im Rahmen des Internationalen Leipziger Festivals für Dokumentar- und Animationsfilm, wobei der Film auf Englisch mit deutschen Untertiteln gezeigt wurde. ARTE zeigte den Film unter dem Titel Die Jungen-WG am 8. Dezember 2018 im Rahmen der Sendung Kurzschluss. Der Film lief 2019 unter anderem im Wettbewerb des Festival du Court-Métrage de Clermont-Ferrand und des Animafest Zagreb.

## Auszeichnungen
Die Jungen-WG gewann 2019 den BAFTA in der Kategorie Bester animierter Kurzfilm.